# Karl von Waldburg-Zeil

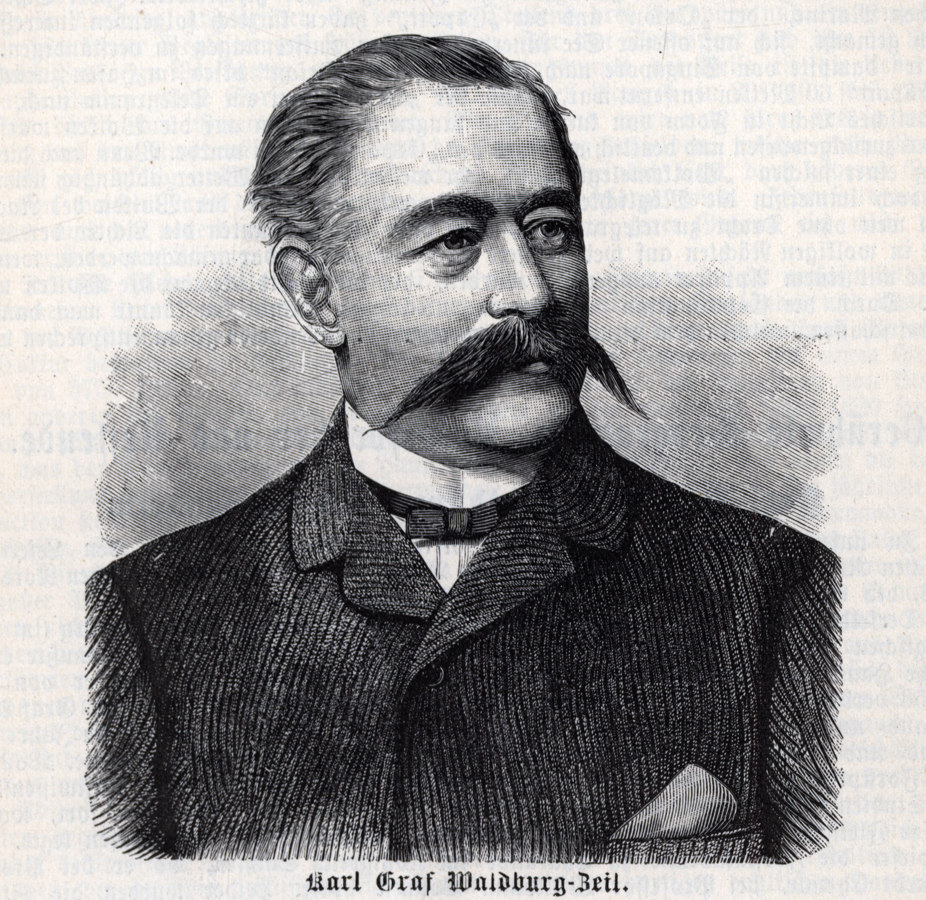
Karl von Waldburg-Zeil

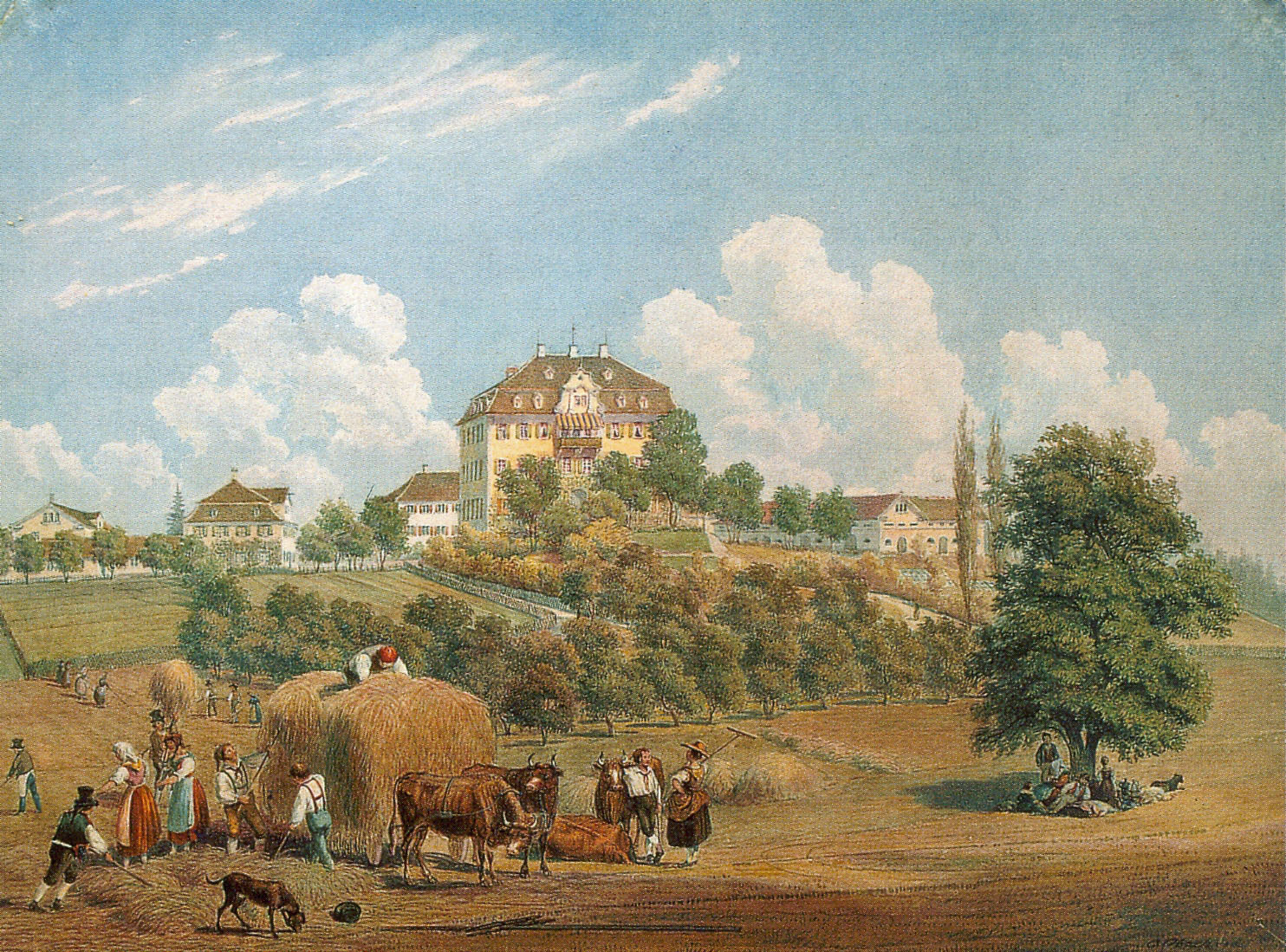
Schloss Neutrauchburg bei Isny

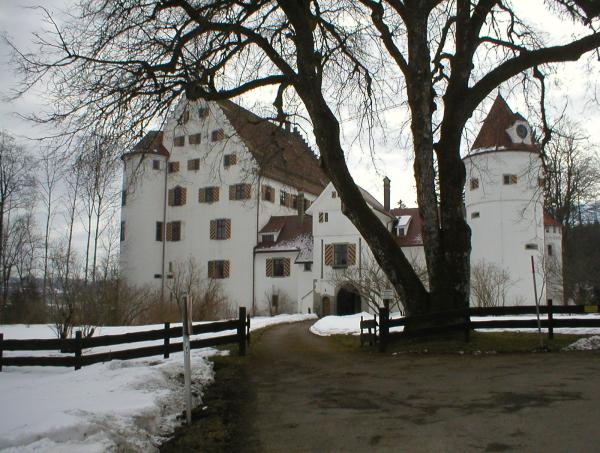
Schloss Syrgenstein
bei Maria Thann

Graf Karl Joseph Franz Wilhelm Georg Christian von Waldburg-Zeil, später auch Graf von Waldburg-Syrgenstein (* 18. Dezember 1841 bei Isny im Allgäu; † 30. Januar 1890 bei Heimenkirch) war ein deutscher Offizier und Naturforscher. Bekannt wurde er durch seine Forschungsreisen nach Spitzbergen und Sibirien in den Jahren 1870, 1876 und 1881.

## Herkunft und Jugend
Karl Graf von Waldburg-Zeil, geboren auf Schloss Neutrauchburg bei Isny im Allgäu, war der dritte Sohn des Fürsten Constantin von Waldburg zu Zeil und Trauchburg und dessen Ehefrau Fürstin Maximiliane, geborene Gräfin von Quadt-Wykradt-Isny.
Seine erste Ausbildung erhielt er in der von seinem Vater gegründeten Schule in Neutrauchburg, in der sowohl Kinder aus adligen als auch aus bürgerlichen Familien Aufnahme fanden. An der Erziehungsanstalt Stella Matutina des Jesuitenkollegiums in Feldkirch in Vorarlberg setzte Karl von Waldburg-Zeil seine schulische Ausbildung fort.
Die Pläne seiner Mutter, ihn zum Priester der römisch-katholischen Kirche ausbilden zu lassen, scheiterten. Aufgrund seiner liberalen Anschauungen wandte sich Karl von Waldburg-Zeil von der katholischen Kirche ab. Auch in politischer Hinsicht nahm er zusehends liberale Standpunkte ein. Besonders beeinflusst wurde er dabei durch Vorträge des Leipziger Historikers Heinrich Wuttke über die Französische Revolution. In persönlichen Gesprächen mit Wuttke äußerte Karl von Waldburg-Zeil bereits sehr früh den Wunsch, fremde Länder und Kontinente zu bereisen und deren Kultur zu studieren.

## Studium und militärische Laufbahn
Nach der Reifeprüfung begann von Waldburg-Zeil mit dem Studium der Forstwirtschaft. Studienorte waren die Akademien in Hohenheim/Württemberg sowie in Tharandt. Seine hier erworbenen naturwissenschaftlichen Kenntnisse halfen ihm bei seinen späteren Forschungsreisen. Nach weiteren Semestern an der Universität Leipzig schlug von Waldburg-Zeil zunächst eine militärische Laufbahn ein. Bis 1870/71 gehörte er dem 2. Württembergischen Jägerbataillon als Oberleutnant an und avancierte schließlich zum Hauptmann der Königlichen Schlossgarde in Stuttgart. 1888 schied er als Major aus dem Militärdienst aus.

## Forschungsreisen
Durch eine besondere Verfügung wurde von Waldburg-Zeil während seiner Militärzeit für Forschungsreisen freigestellt.

### Spitzbergen 1870
Bereits im August 1865 hatte der Gothaer Geowissenschaftler August Petermann zu einer Ersten Deutschen Nordpolar-Expedition aufgerufen. Ziel dieser Fahrt von nationaler Bedeutung war der Erwerb neuer geographischer und naturwissenschaftlicher Erkenntnisse. 1868 startete die erste Forschungsreise unter Kapitän Karl Koldewey, der allerdings aufgrund unvorhergesehener Schwierigkeiten fast ergebnislos zurückkehren musste. Eine weitere Fahrt, die vom Bremer Comité für die zweite Deutsche Nordpolarfahrt finanziert wurde und in den Jahren 1869/70 zur Durchführung kam, war bereits sehr viel erfolgreicher. Es folgten mehrere kleinere Unternehmungen, deren Ziel die Arktis war. In diese Reihe gehört auch die Schiffsreise des Grafen von Waldburg-Zeil nach Spitzbergen, die dieser 1870 in Begleitung des eigentlich als Afrikaforscher bekannten Theodor von Heuglin unternahm. Waldburg-Zeil und von Heuglin besuchten dabei vor allem den Ostteil Spitzbergens. Ihre Forschungsergebnisse waren bedeutsam sowohl für die Kartographie dieser Region als auch für die Nautik, der sie umfangreichen Aufschluss über die Strömungs- und Eisverhältnisse in diesem Teil des Nordmeers lieferten. Eine Inselgruppe im Freemansund zwischen den Inseln Edgeøya und Barentsøya trägt heute den Namen Zeiløyane.

### Jenissej 1876
Der Bremer Polarverein nahm in den Jahren nach dem Deutsch-Französischen Krieg Abstand von seinem bisherigen Ziel, die polaren Regionen weiter zu erkunden. Das hing einerseits mit den begrenzten Geldmitteln zusammen, die dem Verein von staatlicher Seite zur Verfügung gestellt wurden. Andererseits erschienen den kaufmännisch geprägten Vereinsmitgliedern die Nordmeerexpeditionen zunehmend uninteressant. Bedeutsamer empfanden die Bremer Kaufleute die subarktischen Gebiete Asiens – darunter auch das Mündungsgebiet des Jenissej-Flusses. Bereits 1875 hatte der Schwede Adolf Erik Nordenskiöld bei einer erfolgreichen Expedition in diese Region große Verdienste erworben. Die Möglichkeit einer nördlichen Umschiffung des asiatischen Kontinents war dabei entdeckt worden, sowie See- und Wasserwege, die das westliche Europa mit dem russischen Sibirien, ja selbst China und anderen Ländern des fernen Ostens verbanden.
Unter Leitung des Bremer Gelehrten Otto Finsch reiste Graf von Waldburg-Zeil gemeinsam mit Alfred Brehm, dem späteren Verfasser des Tierlebens, in das Jenissej-Gebiet. Als sehr hilfreich erwiesen sich bei dieser Forschungsreise die Verbindungen, die von Waldburg-Zeil über die württembergische Königin Olga zum russischen Zarenhof besaß. Aufgrund der außerordentlich reichen Ausbeute in naturwissenschaftlicher und ethnographischer Hinsicht, wurde diese zweite Expedition von Waldburg-Zeils als großer Erfolg gefeiert. Als unmittelbares Ergebnis dieser Reise sah der Bremer Verein, der sich ab Januar 1877 Geographische Gesellschaft in Bremen nannte, die Tatsache, dass im Sommer 1877 von der Weser aus eine erste Schiffsreise mit dem Dampfer Fraser zum Jenissej unternommen wurde.

### Sibirien 1881
Die letzte große Reise, die von Waldburg-Zeil unternahm, wurde durch eine vom Bremer Ludwig Knoop gegründete Gesellschaft ermöglicht, die über mehrere Jahre Handelsfahrten zwischen Weser und Jenissej unternahm. Ziel dieser weiteren Reise nach Sibirien war es, den von Nordenskjöld entdeckten eisfreien subpolaren Seeweg intensiver zu erkunden. Obwohl die Fahrt 1881 erfolgreich verlief, waren die Ergebnisse ernüchternd. Zu oft versperrten Eisbarrieren den Weg. Es zeigte sich, dass die Fahrten von Nordenskjöld überbewertet worden waren. Wahrscheinlich war es ein besonders warmer Sommer gewesen, der ihnen geholfen hatte, das Eismeer zu durchqueren. Ludwig Knoop entschloss sich 1884 – nicht zuletzt aufgrund dieser Forschungsergebnisse – die Fahrten nach Westsibirien einzustellen. Auch hatte sich die russische Regierung einem anderen Plan zugewandt, um den asiatischen Raum von Russland aus zu erschließen: dem Bau der Transsibirischen Eisenbahn.
Im Jahr 1879 wurde er zum Mitglied der Leopoldina gewählt.

## Familiäres und Tod
Nach der Rückkehr von seiner ersten Sibirienreise 1876 hatte Graf von Waldburg-Zeil seine Cousine Sophie Gräfin von Waldburg-Zeil-Wurzach näher kennengelernt. Erst nach langem Werben seinerseits gab sie dem erheblich älteren Vetter ihr Einverständnis zur Verlobung. Nach der Rückkehr von seiner zweiten Sibirienexpedition heirateten Karl und Sophie im Jahr 1882.
Nach der Hochzeit erwarb das gräfliche Paar in Syrgenstein ein einsam gelegenes Schloss, dessen Anlage aus dem 12. Jahrhundert stammt. Der König von Bayern erteilte daraufhin die Berechtigung, statt des Namens von Waldburg-Zeil den Titel eines Grafen von Waldburg-Syrgenstein zu führen. Dieser neue Name hat sich allerdings nicht durchgesetzt.
Die Ehe blieb kinderlos und endete bereits nach acht Jahren durch den Tod des Grafen von Waldburg-Zeil. Er starb auf Schloss Syrgenstein im Gemeindegebiet von Heimenkirch. Sein Grab befindet sich auf dem Friedhof des Walddorfes Maria-Thann, einem Teilort von Hergatz im Westallgäu.